# Miliusa sinensis
Miliusa sinensis är en kirimojaväxtart som beskrevs av Achille Eugène Finet och François Gagnepain. Miliusa sinensis ingår i släktet Miliusa och familjen kirimojaväxter. Inga underarter finns listade i Catalogue of Life.